# Лама (буддизм)
Ла́ма (с тиб. «высший», тиб. བླ་མ་, вайли: bla ma) — собирательное название буддийского учителя в тибето-монгольском, в том числе российском буддизме. Обычно считается равнозначным санскритскому понятию «гуру».

## История
Первоначально ламами в Тибете называли только «тулку», так называемых «воплощенных лам». Позднее это слово было распространено на всех полноправных членов монашеской общины — бхикшу (тиб. гелонг). В Монголии ламами стали называть уже всех духовных лиц, носящих «одежды Дхармы», а в Бурятии это слово стало применяться как к ученикам (хуваракам), так и к мирянам, принявшим некоторые буддийские обеты. Словом «лама» в тибетских текстах также переводится санскритское «гуру» (духовный учитель)
Европейцами в XIX веке для того, чтобы подчеркнуть существовавший в Тибете культ духовного учителя был придуман термин ламаизм. Таким образом, тибетский буддизм превращался европейцами в особую конфессию, что неправомерно и некорректно, поскольку тибетская монастырская традиция не только восприняла, но и с необычайной тщательностью сохранила и воспроизвела позднеиндийскую буддийскую традицию во всей её полноте.

## Значение
Согласно энциклопедическому словарю индо-тибетского буддизма, термин «лама» имеет также следующие значения:
- личный учитель в Ваджраяне;
- буддист, прошедший подготовку, обряды посвящения, и в некоторых школах — выполнивший обязательное длительное затворничество;
- в Гималаях и Тибете — сельский священник, выполняющий ритуалы, связанные с повседневной жизнью; зачастую имеющий жену;

в Монголии и Бурятии называют любого монаха. Но в европейской и русской буддологии закрепилось понятие «ламство» применительно именно к монашеству тибетской школы гелуг.
Термин «лама» может быть использован в качестве уважительного обращения к монаху (монахине) для того, чтобы подчеркнуть их уровень духовного совершенства и мастерства, или же может быть составной частью титула в религиозной иерархии тибетских лам, как то: Далай-лама, Панчен-лама (Тулку). Также является частью титула иерархов северного (Бурятия, Тыва, Алтай, Калмыкия) буддизма — Хамбо-лама, Камбы-лама, Шаджин-лама.
Название также используется для того, чтобы оказать честь монахам или монахиням в школах Ньингма, Кагью и Сакья, передовых практиках Тантры, чтобы указать их уровень духовности и/или власти. Также может быть использовано для обозначения тулку и линий перерождения ламы, например, Далай-лама или Панчен-лама.
На Западе ламами называют также тех, кто добился значительных достижений в духовном самосовершенствовании.

## Роль ламы
Роль ламы — выявление ученика, его обучение практике.
«Буддийский учитель должен обладать качествами подлинного сочувствия и глубоким знанием Дхармы (Учения Будды). Кроме того, лама не только делится своим знанием — он должен практиковать то, чему учит, и доверять тому, что передаёт другим», — указывает Тринле Тхае Дордже

## Ринпоче
Ринпоче́ (также Римпоче) (тиб. རིན་པོ་ཆེ་, Вайли: rin po che) — буквально означает «драгоценный» — уважительный титул для именования высших лам и перерожденцев (тулку) в тибетском буддизме и в религии Бон. Титул Ринпоче прибавляется к имени ламы. В Тибете и Бутане слово Ринпоче, стоящее отдельно, обозначает Падмасамбхаву, которого именуют «Гуру Ринпоче».